# Bandeira do Brasil
A bandeira do Brasil constitui a bandeira nacional da República Federativa do Brasil. É composta por uma base verde em forma de retângulo, sobreposta por um losango amarelo e um círculo azul, no meio do qual está atravessada uma faixa branca com o lema "Ordem e Progresso", em letras maiúsculas verdes. O Brasil adotou oficialmente este projeto para sua bandeira nacional em 19 de novembro de 1889, substituindo a bandeira do Império do Brasil.
O conceito foi criado por Raimundo Teixeira Mendes, com a colaboração de Miguel Lemos, Manuel Pereira Reis e Décio Villares. É um dos símbolos nacionais brasileiros, ao lado do Laço Nacional, do Selo Nacional, do Brasão de Armas e do Hino Nacional. O lema "Ordem e Progresso" é inspirado pelo lema do positivismo de Auguste Comte: O Amor por princípio e a Ordem por base; o Progresso por fim, versão traduzida do francês.
A base verde e o losango amarelo da bandeira imperial anterior foram preservados — o verde representava a Casa de Bragança de Pedro I, o primeiro imperador do Brasil, enquanto o amarelo representava a Casa de Habsburgo de sua esposa, a imperatriz Maria Leopoldina. O círculo azul com 27 estrelas brancas de cinco pontas substituiu o brasão de armas do Império. As estrelas, cuja posição na bandeira refletem o céu visto na capital Rio de Janeiro em 15 de novembro de 1889, representam as unidades federativas — cada estrela representa um estado específico, além do Distrito Federal.

## História

### Império
Apenas depois da independência que foi criada a primeira bandeira oficial do Brasil. Entre setembro e dezembro de 1822, o pavilhão pessoal do antigo príncipe real do Reino Unido — um losango amarelo em campo verde, tendo ao meio o brasão de armas do príncipe criado por Jean-Baptiste Debret a pedido de D. Pedro I —, passou a ser usado para representar o novo país. Com a consagração de D. Pedro I como imperador do Brasil, a coroa real que ornava o brasão foi substituída pela coroa imperial.

Bandeira do Império do Brasil com 20 estrelas após a criação da Província do Paraná em 1853, padrão que vigorou até 15 de novembro de 1889.

O decreto que originalmente instituiu a bandeira e o brasão nacionais do Brasil, assinado aos 18 de setembro de 1822, nada oficializa sobre os possíveis significados das formas e cores adotadas. Outro decreto, que institui o laço nacional do Brasil e que também é datado de 18 de setembro de 1822, assim determina as cores escolhidas: "(…) será composto das cores emblemáticas — verde de primavera e amarelo d'ouro".
Em 29 de setembro de 1823, um agente diplomático do Brasil junto à corte de Viena teria descrito a nova bandeira a Metternich, explicando ser a cor verde em referência à casa de Bragança, da qual fazia parte imperador D. Pedro I, ao passo que a amarela simbolizaria a casa de Habsburgo-Lorena, da qual fazia parte a imperatriz D. Leopoldina. Possivelmente, o verde teria sido escolhido para representar os Braganças em decorrência de ser essa a cor do dragão, figura heráldica associada a essa casa. O dragão, como divisa dinástica, seria ainda lembrado no cetro imperial, na guarda de honra e como ornamento de diferentes edifícios e objetos da família imperial. O verde também fora usado para representar os Braganças no estandarte pessoal de D. Pedro II de Portugal.
Para alguns autores, Debret inspirou-se em estandartes regimentais do Primeiro Império Francês para criar os elementos pouco usuais da bandeira brasileira — um losango sobre o campo. À época, a França era referência cultural e política. Deve-se lembrar, ainda, que Debret e toda sua geração de artistas neoclássicos eram favorecidos por Napoleão Bonaparte e muitos preferiram sair do país após a queda do mesmo. A escolha do desenho e das cores, contudo, antecede a Independência do Brasil, pois já estavam presentes na bandeira projetada por Debret em 1820 a pedido de D. João VI. No desenho, o dragão aparece em lugar do laço nacional, unindo os ramos que suportam o brasão.

### Bandeiras republicanas

Primeira Bandeira Republicana, criada por Ruy Barbosa, usada entre 15 e 19 de novembro de 1889, chamada de "Estados Unidos do Brasil".

Bandeira de Lopes Trovão usada durante a Proclamação da República.

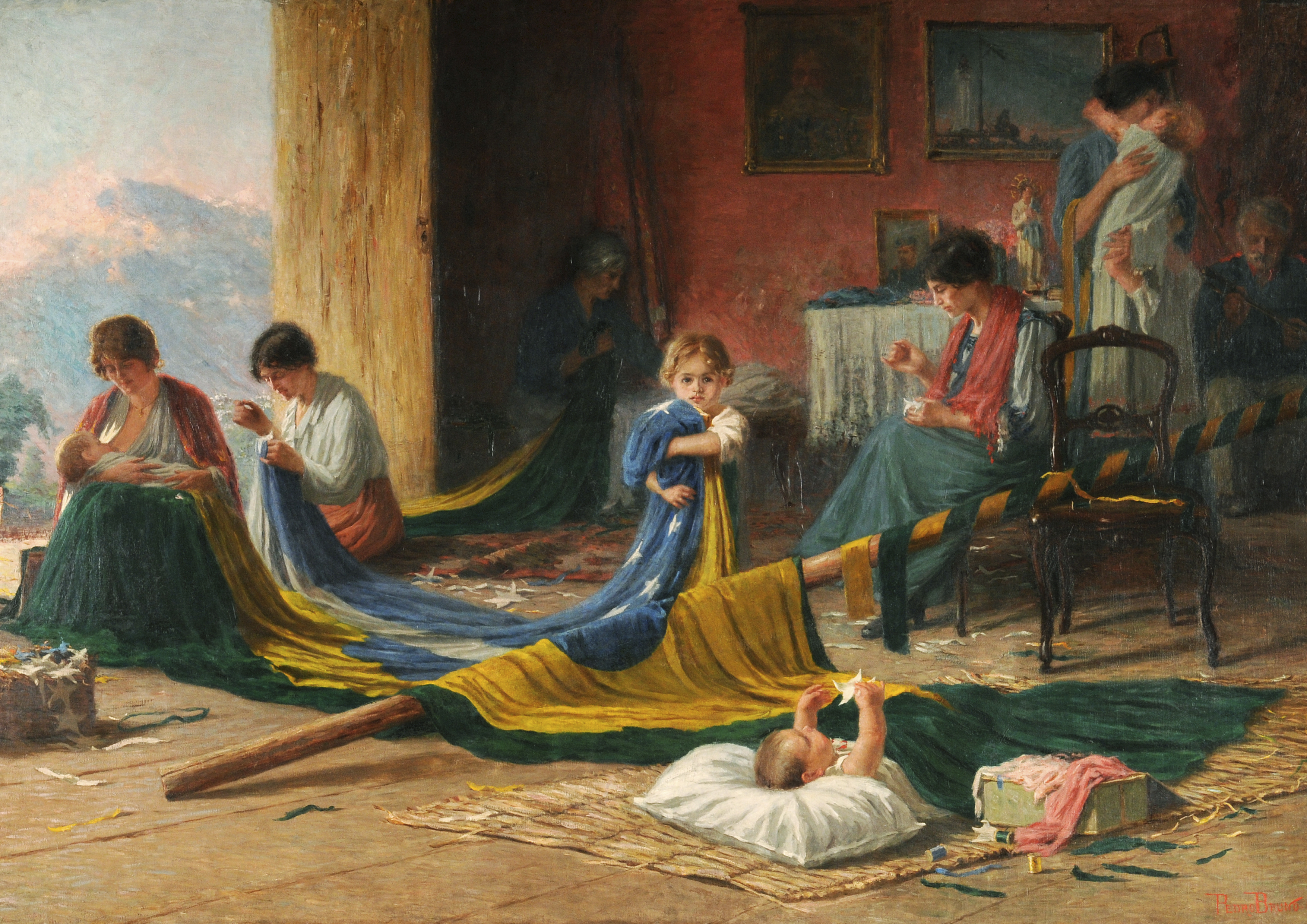
Pátria, de Pedro Bruno (1919).

Durante a proclamação da República, José do Patrocínio hasteou a bandeira usada pelo Clube Republicano Lopes Trovão na Câmara Municipal. Esta bandeira possuía óbvia inspiração tanto da Bandeira Americana quanto das cores da bandeira imperial, com 13 faixas amarelas e verdes, 4 grupos de 5 estrelas simbolizando os Estados Brasileiros sobre um quadrilátero negro representando os próprios afrodescendentes no Brasil.  Horas antes da proclamação, um grupo de pessoas lideradas por Augusto Malta confeccionaram de forma independente do próprio golpe uma bandeira inspirada na usada durante o golpe trocando o quadrilátero negro pelo azul. Além disso, um dos líderes civis do movimento, o advogado Ruy Barbosa, propôs um desenho para a bandeira inspirada na bandeira de Lopez Trovão, com quadrilátero azul modificado e desta vez com mais estrelas simbolizando o município neutro, onde foi hasteada na redação do jornal A Cidade do Rio.
A bandeira de Ruy Barbosa, que foi usada por apenas quatro dias, também chegou a ser arvorada no navio "Alagoas", que conduziu a família imperial brasileira ao exílio. Em São Paulo, nos primeiros dias da república, foi hasteada no palácio do governo a bandeira criada por Júlio Ribeiro (que veio a se tornar a bandeira daquele estado na década de 1930).
O uso generalizado de diversas bandeiras ao redor do país em pouco tempo gerou grande confusão popular, ao ponto de que Tobias Monteiro e boa parte das pessoas que acompanhavam o golpe, ao ver a bandeira de Ruy Barbosa hasteada no navio Alagoas, podia jurar ser a mesma na câmara municipal, e assim desconsiderarem até mesmo a existência da bandeira hasteada na Câmara Municipal. Hoje em dia esta bandeira negra é usada simplesmente como uma bandeira secundária apenas sobre o momento da proclamação.
Marechal Deodoro, que foi monarquista por toda a sua vida, aceitou e proclamou a República devido à instabilidade política, e sugeriu que a nova bandeira republicana fosse igual a bandeira imperial, com a eliminação da coroa imperial que encimava o brasão de armas. Em 19 de novembro de 1889, a atual bandeira, inspirada na bandeira imperial, foi adotada oficialmente, com exceção ao acréscimo de alguma estrela no círculo azul sempre que um novo estado é criado.
Segundo o Decreto nº 4, de 19 de novembro de 1889, que criou a bandeira republicana, o auriverde da bandeira imperial foi mantido por se considerar que:

(…) as côres da nossa antiga bandeira recordam as luctas e as victorias gloriosas do exercito e da armada na defesa da patria; (…) essas côres, independentemente da fórma de governo, symbolizam a perpetuidade e integridade da patria entre as outras nações.— Decreto nº 4, de 19 de novembro de 1889
As estrelas, que representam os estados e o Distrito Federal, e a faixa branca estão de acordo, respectivamente, com os astros e o azimute no céu carioca na manhã de 15 de novembro de 1889, às 8h30 (doze horas siderais), e devem ser consideradas como vistas por um observador situado fora da esfera celeste.

## Características
O decreto emitido em 19 de novembro de 1889, legalmente substituiu a bandeira usada sob a monarquia constitucional com a nova bandeira nacional. Em 11 de maio de 1992, a Lei n. 8421, alterou o globo celeste com a adição de seis estrelas.

### Dimensões e construção

Esquema oficial da bandeira segundo a lei nº 8.421, de 11 de de maio de 1992.

As posições precisas das 27 estrelas no globo fazem da bandeira brasileira uma das mais complicadas de reproduzir. O projeto oficial é definida pela lei 8.421, de 11 de de maio de 1992. Para cálculo das dimensões, tomar-se-á por base a largura desejada, dividindo-se esta em 14 partes iguais. Cada uma das partes será considerada uma medida ou módulo (M). O comprimento será de vinte módulos (20 M).
A distância dos vértices do losango amarelo ao quadro externo será de um módulo e sete décimos (1,7 M). O círculo azul no meio do losango amarelo terá o raio de três módulos e meio (3,5 M). O centro dos arcos da faixa branca estará dois módulos (2 M) à esquerda do ponto do encontro do prolongamento do diâmetro vertical do círculo com a base do quadro externo. O raio do arco inferior da faixa branca será de oito módulos (8 M); o raio do arco superior da faixa branca será de oito módulos e meio (8,5 M). A largura da faixa branca será de meio módulo (0,5 M).
As letras da legenda Ordem e Progresso serão escritas em cor verde. Serão colocadas no meio da faixa branca, ficando, para cima e para baixo, um espaço igual em branco. A letra "P" ficará sobre o diâmetro vertical do círculo. As letras da palavra Ordem e da palavra Progresso terão um terço de módulo (0,33 M) de altura. A largura dessas letras será de três décimos de módulo (0,30 M). A altura da letra da conjunção "E" será de três décimos de módulo (0,30 M). A largura dessa letra será de um quarto de módulo (0,25 M).
As estrelas serão de cinco dimensões: de primeira, segunda, terceira, quarta e quinta grandezas. Devem ser traçadas dentro de círculos cujos diâmetros são: de três décimos de módulo (0,30 M) para as de primeira grandeza; de um quarto de módulo (0,25 M) para as de segunda grandeza; de um quinto de módulo (0,20 M) para as de terceira grandeza; de um sétimo de módulo (0,14 M) para as de quarta grandeza; e de um décimo de módulo (0,10 M) para a de quinta grandeza.

### Lema
ORDEM e PROGRESSO

A inscrição "Ordem e Progresso" é uma forma abreviada do lema político positivista cujo autor é o francês Auguste Comte:
— 

A lei  5.700/71, que dispõe sobre as formas da bandeira nacional, determina apenas a cor do lema: verde. A inscrição costuma ser escrita com tipo sem serifa de família neogrotesca, em caixa alta, sendo que a conjunção "E" aparece um pouco menor, em versalete. Essa configuração é confirmada pelo anexo da lei 8.421, de 11 de maio de 1992, que apresenta modelo de desenho da bandeira nacional.

### Cores

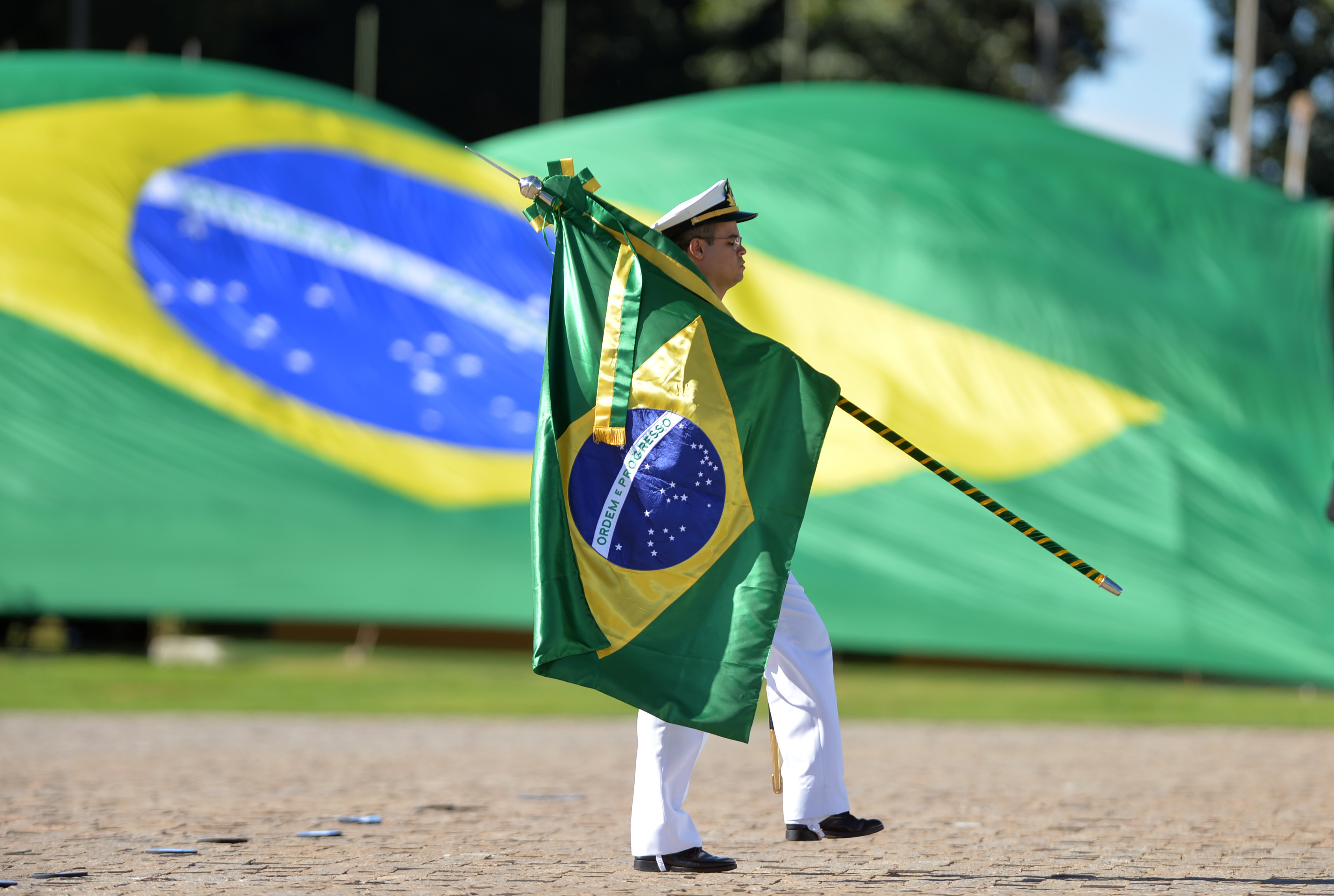
Comemorações do 149° aniversário da Batalha Naval do Riachuelo, em Brasília.

Apesar de muito se especular, o decreto que originalmente determina os símbolos da nova nação, assinado aos 18 de setembro de 1822, nada oficializa sobre os possíveis significados das formas e cores adotadas. Especialistas, todavia, geralmente acreditam que a cor verde originalmente  simbolizaria a casa de Bragança, da qual fazia parte D. Pedro I, em referência ao estandarte pessoal de D. Pedro II de Portugal, ao passo que a amarela simbolizaria a casa de Habsburgo, da qual fazia parte D. Maria Leopoldina.
No entanto, ainda é extremamente popular a interpretação de que o verde representa as florestas e o amarelo a riqueza mineral, o que remete tanto ao decreto de 18 de setembro de 1822 que institui o laço nacional (verde de primavera e amarelo d'ouro) quanto às palavras de D. Pedro I (representavam a riqueza e a primavera eterna do Brasil).
Os valores RGB, Hexadecimal e CMYK, conforme encontrado nos arquivos disponíveis para download no site do Governo, são:
|             | Verde      | Amarelo   | Azul        | Branco      |
| ----------- | ---------- | --------- | ----------- | ----------- |
| RGB         | 0/148/64   | 255/203/0 | 48/38/129   | 255/255/255 |
| Hexadecimal | 009440     | ffcb00    | 302681      | FFFFFF      |
| CMYK        | 84/12/96/1 | 0/21/93/0 | 100/97/10/1 | 0/0/0/0     |

### Estrelas
A posição e dimensões exatas de cada componente da bandeira são definidas em lei, bem como a associação das estrelas com os estados e o Distrito Federal.
A estrela Espiga, situada acima da faixa branca, representa o estado do Pará, que, à época da proclamação da República, era o estado cuja capital, Belém, era a mais setentrional do país. As estrelas do Cruzeiro do Sul representam cinco estados: Bahia, Minas Gerais, Espírito Santo, Rio de Janeiro e São Paulo.
O Distrito Federal sempre foi representado pela estrela sigma da constelação do Oitante, também chamada de Polaris Australis ou Estrela Polar do Sul, por situar-se junto ao polo sul celeste (em contrapartida à estrela Polaris, situada nas vizinhanças do polo norte celeste). Apesar de estar próxima do limite de visibilidade a olho nu, Sigma Octantis tem uma posição única no céu do hemisfério sul, pois os demais astros parecem girar a seu redor. Enquanto a cidade do Rio de Janeiro foi capital nacional, o estado fluminense era representado por uma estrela distinta, Beta Crucis, a mesma até hoje. Quando a capital do país foi transferida para Brasília, em 1960, designou-se nova estrela para o recém-criado estado da Guanabara, a qual, posteriormente, foi aproveitada para designar o Mato Grosso do Sul: Alpha Hydrae.
Vale ressaltar que a disposição das estrelas e da faixa branca é a mesma em ambas as faces da bandeira, sendo vedado fazer uma face como avesso da outra. Ressalte-se, ainda, que algumas das estrelas aqui identificadas possuem nomes alternativos:
- 11 — Rubídea;
- 13 — Intrometida ou Intrusa;
- 14 — Estrela de Magalhães;
- 15 — Becrux ou Mimosa;
- 17 — Acrab.[26]

## Apresentação

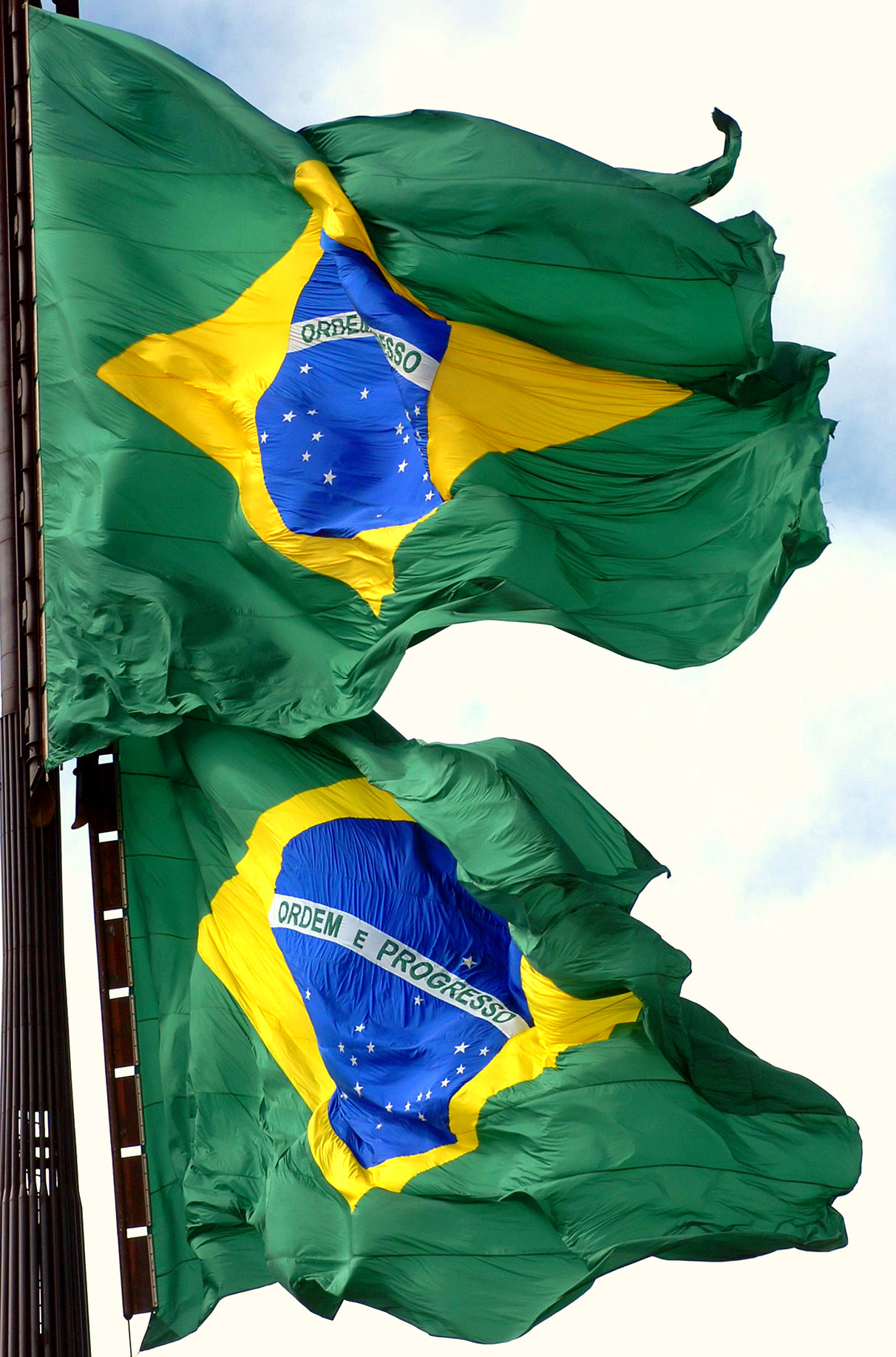
Troca da bandeira na Praça dos Três Poderes, em Brasília.

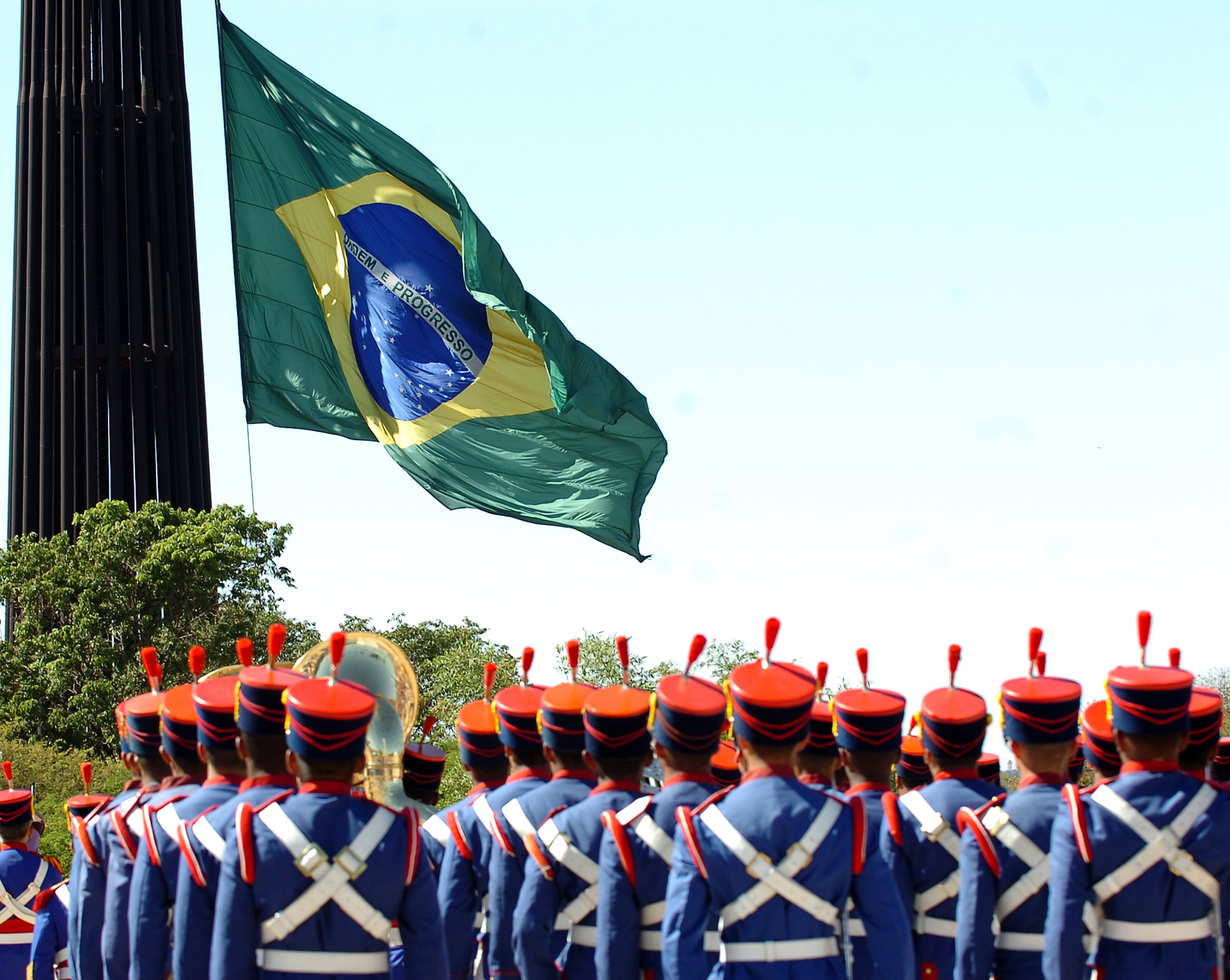
Soldados do Batalhão da Guarda Presidencial durante a troca da bandeira.

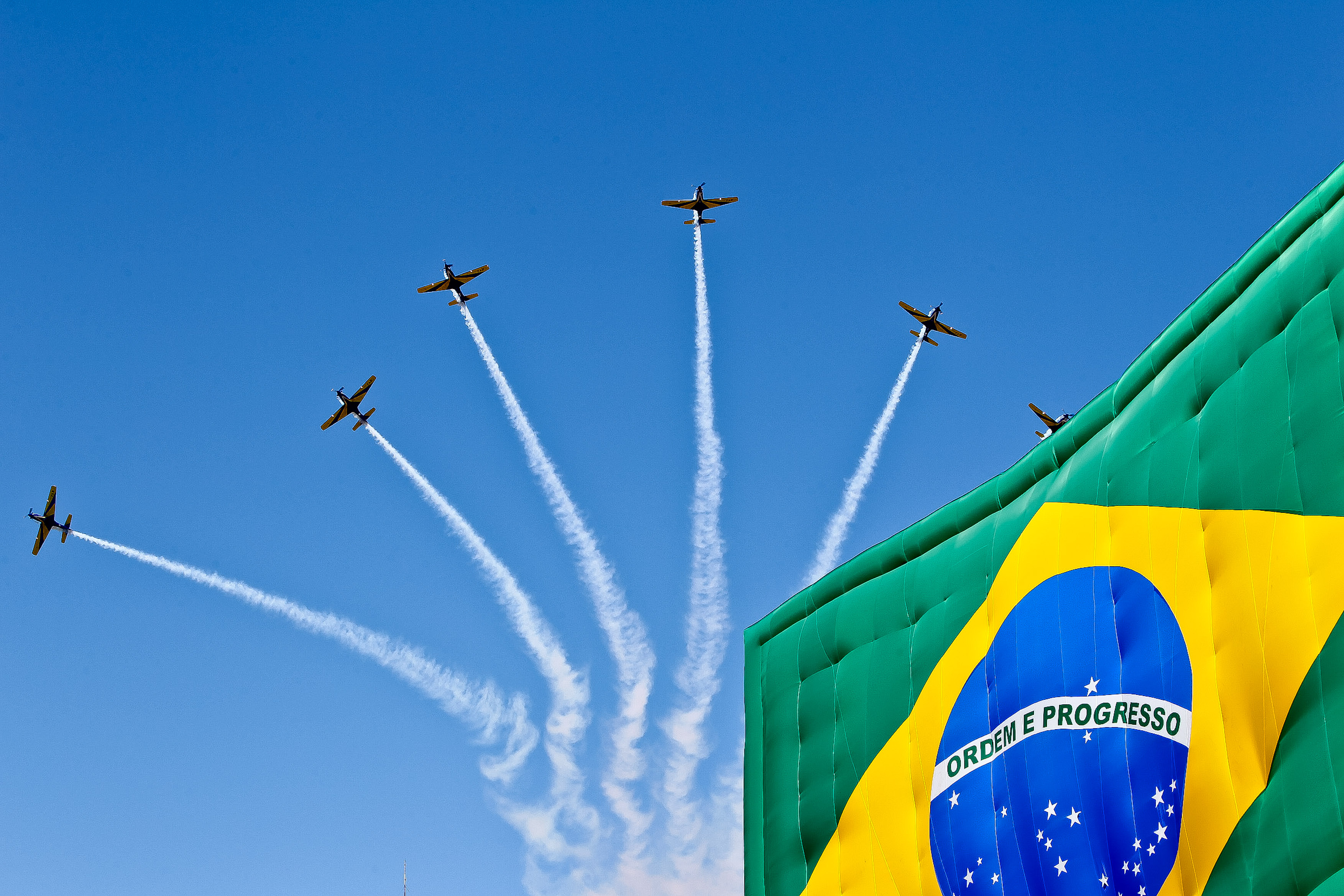
Apresentação da Esquadrilha da Fumaça nas comemorações do Dia da Independência do Brasil em Brasília.

A bandeira do Brasil pode ser usada em todas as manifestações do sentimento patriótico dos brasileiros, de caráter oficial ou particular. Nas solenidades oficiais, há várias formalidades a serem seguidas. Nas festas particulares, principalmente aquelas que se realizam nas ruas e nos estádios, com grande aglomeração de pessoas, a informalidade prevalece.
Existem, a respeito da matéria, normas protocolares de diversos órgãos governamentais e das Forças Armadas que, embora divirjam nos detalhes, concordam na maioria dos procedimentos. Segundo essas normas, a bandeira poderá ser apresentada das seguintes formas:
- hasteada em mastro ou adriças, nos edifícios públicos ou particulares, templos, campos de esporte, escritórios, salas de aula, auditórios, embarcações, ruas e praças, e em qualquer lugar em que lhe seja assegurado o devido respeito;
- distendida e sem mastro, conduzida por aeronaves ou balões, aplicada sobre parede ou presa a um cabo horizontal ligando edifícios, árvores, postes ou mastros;
- reproduzida sobre paredes, tetos, vidraças, veículos e aeronaves;
- compondo, com outras bandeiras, panóplias, escudos ou peças semelhantes;
- conduzida em formaturas, desfiles, ou mesmo individualmente;
- distendida sobre ataúdes, até a ocasião do sepultamento.[27]

Hasteia-se a bandeira:
- diariamente nos órgãos públicos federais, estaduais e municipais, nas missões diplomáticas brasileiras e nas unidades da Marinha Mercante;
- nos dias de festa e de luto nacional, também nos estabelecimentos de ensino e sindicatos;
- pelo menos uma vez por semana, em caráter solene, nas escolas públicas ou particulares.[27]

A bandeira pode ser hasteada e arriada a qualquer hora do dia ou da noite, mas normalmente isso é feito às 8 horas e às 18 horas, respectivamente. Apenas no Dia da Bandeira (19 de novembro), o hasteamento é realizado às 12 horas, em solenidade especial. Durante a noite a bandeira deve estar iluminada. Quando várias bandeiras são hasteadas ou arriadas simultaneamente, a bandeira brasileira é a primeira a atingir o topo e a última a dele descer.
Se a bandeira estiver a meio-mastro ou a meia-adriça, em sinal de luto, no hasteamento ou arriamento, deve ser levada inicialmente até o topo. Em marcha, o luto é assinalado por um laço de crepe atado junto à lança. Hasteia-se a bandeira em funeral, em todo o país, quando o presidente da República decretar luto oficial, salvo nos dias em que o luto coincida com  alguma festa nacional. Quando não for decretado luto oficial, o hasteamento em funeral fica limitado à Casa Legislativa ou ao Tribunal em que haja ocorrido o falecimento de um de seus membros.
A bandeira deve sempre ocupar lugar de honra, em posição central, destacada à frente de outras bandeiras e à direita de tribunas, púlpitos, mesas de reunião ou de trabalho. Nas missões diplomáticas em países estrangeiros, estas regras podem-se tornar mais flexíveis em atenção às leis, usos e costumes do país hospedeiro.
A lei federal 12.157, de 23 de dezembro de 2009, passa a obrigar o hasteamento da bandeira do Mercosul junto à bandeira do Brasil na Praça dos Três Poderes e em todos os órgãos públicos do executivo, legislativo e judiciário em todo o território nacional.

### Modo de dobrar
A bandeira nacional brasileira, no arriamento, após ser desenvergada, é dobrada da seguinte forma:

Como dobrar a bandeira do Brasil.

1. Segura pela tralha e pelo lais, é dobrada ao meio em seu sentido longitudinal, ficando para baixo a parte em que aparecem a estrela isolada Espiga e a parte do dístico Ordem e Progresso;[29]
2. Ainda segura pela tralha e pelo lais, é, pela segunda vez, dobrada ao meio, novamente no seu sentido longitudinal, ficando voltada para cima a parte em que aparece a ponta de um dos ângulos obtusos do losango amarelo; a face em que aparece o dístico deve estar voltada para a frente da formatura;[29]
3. A seguir é dobrada no seu sentido transversal, em três partes, indo a tralha e o lais tocarem o pano, pela parte de baixo, aproximadamente na posição correspondente às extremidades do círculo azul que são opostas; permanece voltada para cima e para a frente a parte em que aparecem a estrela isolada e o dístico;[29]
4. Ao final da dobragem,  a Bandeira Nacional apresenta a maior parte do dístico para cima e é passada para o braço flexionado do mais antigo, sendo essa a posição para transporte;[29]
5. Para a guarda, pode ser feita mais uma dobra no sentido longitudinal, permanecendo o campo azul voltado para cima.[29]

Quando em tropa armada, a bandeira nacional brasileira é exibida de forma destacada, por uma guarda armada denominada "Guarda da Bandeira", sendo conduzida pelo Porta-bandeira da seguinte forma:
1. em posição de "ombro arma", o porta-bandeira a conduz apoiada em seu ombro direito, inclinada, com o conto mais abaixo, mantendo, com a mão direita, o pano seguro na altura do peito e naturalmente caído ao lado recobrindo seu braço;
2. desfilando em continência, o Porta-bandeira desfralda-a e posiciona-a verticalmente, colocando o conto no talabardão e, com a mão direita, cotovelo lançado para fora, auxiliada pela outra, segura a haste na altura do ombro.[29]

### Hino
O hino à Bandeira do Brasil tem letra de Olavo Bilac (1865–1918) e música de Francisco Braga (1868–1945). Foi apresentado pela primeira vez em 1906.

### Mastro da Praça dos Três Poderes

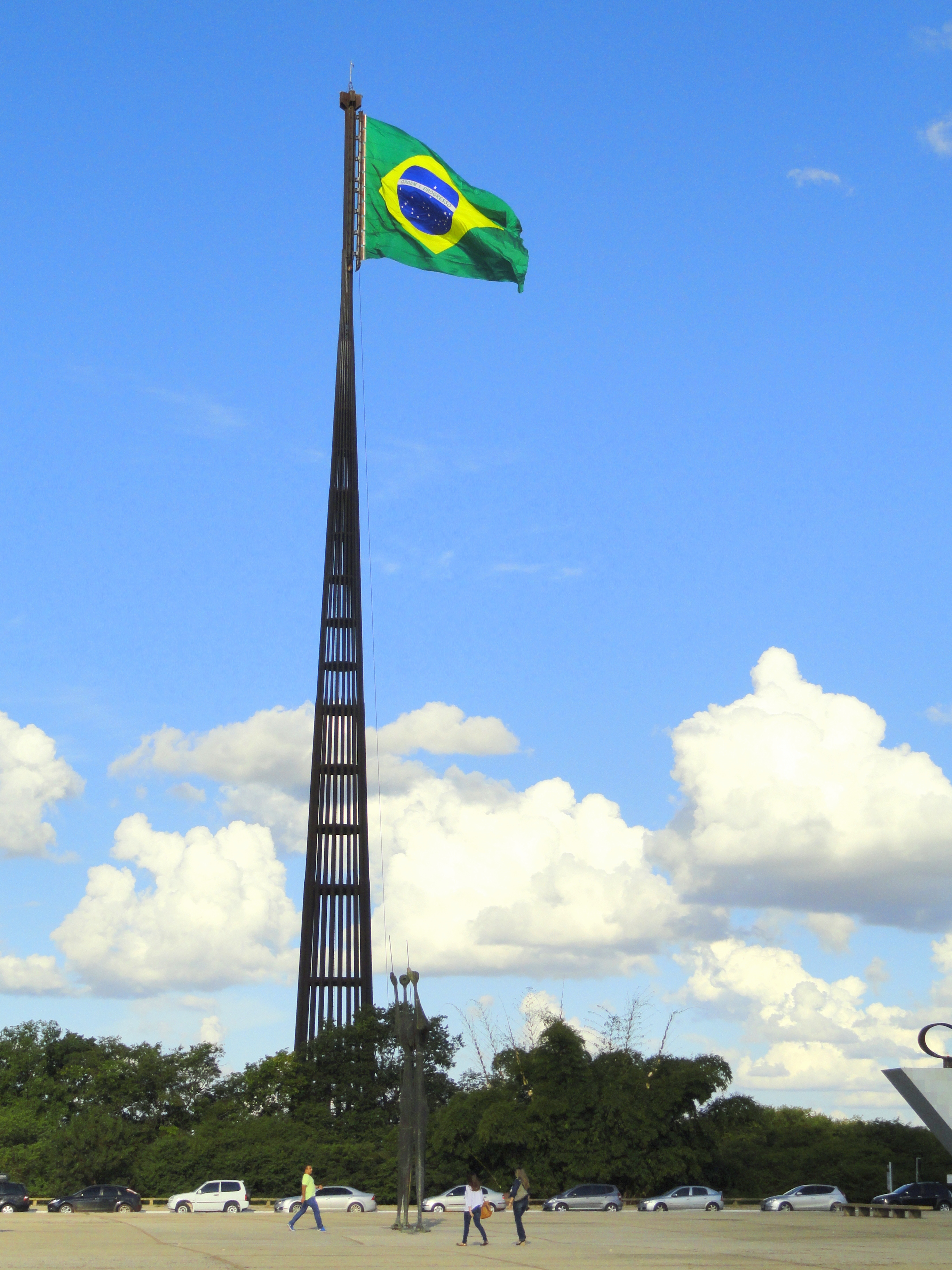
Mastro da Praça dos Três Poderes, em Brasília.

Um exemplar especial da bandeira, com 280 metros quadrados de área, está permanentemente a cem metros de altura, no alto do mastro plantado na Praça dos Três Poderes, em Brasília. A construção em aço é considerada a maior do gênero no mundo, para bandeiras nacionais. A bandeira nacional ali hasteada consta no Guinness Book como a maior bandeira regularmente hasteada do mundo, medindo 286 metros quadrados.
A substituição desta bandeira, que frequentemente se rasga pela ação do vento, é feita em solenidades especiais no primeiro domingo de cada mês, em datas nacionais, nos dias de cada uma das forças armadas, além do dia do início de uma nova legislatura federal. O novo exemplar deve atingir o topo do mastro antes que o exemplar substituído comece a ser arriado. A cada hasteamento, a cerimônia é revezada pelos três ramos das Forças Armadas, juntamente com as forças de segurança pública do Distrito Federal. As bandeiras são fornecidas pelas unidades da federação, forças armadas, além de entidades públicas ou privadas.
O mastro é uma estrutura cônica tubular com 24 tubos, dispostos ao redor de seções circulares centrais, e que se fecham na direção do vértice do cone, terminando em um tubo único de maior calibre que sustenta a bandeira. O número de tubos é representativo da quantidade de unidades da federação (estados) na época da construção do mastro, no início da década de 1970. Além da necessidade da imposição da bandeira nacional, a altura do mastro deve-se também em razão da necessidade que a bandeira ficasse acima das representações de cada poder; sendo o prédio central do Congresso Nacional o mais alto da praça, obrigou que a altura do mastro fosse superior a do ponto mais alto do prédio.

## Outras bandeiras nacionais

### Bandeira naval

Bandeira do Cruzeiro.

O jaque naval brasileiro é uma bandeira retangular, na proporção três por quatro (3:4), com 21 estrelas brancas em uma base azul escura — uma linha horizontal de 13 e uma coluna vertical de 9, exibida ortogonalmente. Foi criada por decreto imperial número 544, sancionado por Dom Pedro II, em 18 de dezembro de 1847.
Seu uso é prescrito pelo Cerimonial da Marinha, cuja redação atual foi aprovada pelo decreto 4.437/2002: ela é hasteada e arriada diariamente, no "pau do jeque" (um mastro no extremo da proa), simultaneamente com a Bandeira Nacional, em todos os navios incorporados à Marinha Brasileira, quando estes estiverem no dique, fundeados, amarrados ou atracados. Todavia, deverá ser hasteada a meia adriça quando assim o for a Bandeira Nacional, por motivo de luto ou funeral.

### Bandeiras governamentais

Bandeira presidencial do Brasil.

O presidente e o vice-presidente também são representados por sua própria bandeira. A bandeira presidencial é um retângulo verde escuro, na proporção dois por três (2:3), com o brasão da república em seu centro. Geralmente é hasteada na residência oficial do presidente, o Palácio da Alvorada, e em seu local de trabalho do presidente, o Palácio do Planalto. É também apresentada no carro presidencial, como sinalizadores de tamanho pequeno. O pavilhão do vice-presidente é um retângulo amarelo, na proporção dois por três (2:3), com vinte e três estrelas azuis dispostas em uma cruz que divide a bandeira em quatro quadrantes iguais, com o brasão de armas no meio do quadrante superior esquerdo. Já a Bandeira-Insígnia de Ministro de Estado da Defesa é um retângulo farpado amarelo, na proporção dois por três (2:3), com vinte e uma estrelas azuis que dividem o campo da mesma forma que no pavilhão do vice-presidente, porém com a estrela do Brasão de Armas no quadrante superior esquerdo.

## Controvérsias
Desde sua adoção pelo governo provisório em 1889, a então nova bandeira do Brasil recebeu críticas e suscitou polêmicas na imprensa diária, em livros e na tribuna parlamentar. Seja por argumentos subjetivos, como seu apuro estético, seja por argumentos objetivos, como o uso simultâneo de tantas cores (verde, amarelo, azul e branco) e o fato de ser essa uma bandeira custosa e de difícil reprodução.
O lema "ordem e progresso" foi objeto de protestos por se relacionar com o positivismo. Segundo José Feliciado, que o defendeu, o lema simboliza os elementos dominantes na ocasião da proclamação da República, isto é, os positivistas. No entanto, o lema acabou por desagradar a vários brasileiros, levando, até mesmo, ao uso de outras bandeiras que não a oficial, durante os primeiros anos da República. Em 19 de novembro de 1908, a Comissão de Constituição de Justiça da Câmara dos Deputados rejeitou o projeto de Venceslau Escobar que suprimia a faixa com o lema da bandeira.
Além disso, críticos apontam a dificuldade de reproduzir fielmente o modelo proposto em lei, sendo muito comum encontrar exemplar da bandeira nacional brasileira em que as estrelas estejam confeccionadas de maneira errada — ou suas posições, ou suas grandezas ou mesmo sua quantidade. Questiona-se também a conveniência de haver algo escrito na bandeira, dificultando ainda mais sua fiel reprodução. Esses elementos, o círculo estrelado e o lema, obrigam a bandeira a ter seus dois lados exatamente iguais, exigindo maior quantidade de tecido e tornando mais cara sua confecção. Duas análises realizadas pelo Inmetro nas bandeiras vendidas no comércio brasileiro reforçam que isso é uma verdade. Em 1998, na altura da Copa do Mundo FIFA de 1998, todos os doze exemplares conferidos pelo instituto foram considerados impróprios em relação à lei nacional, enquanto em outra, em 2006, apenas duas cópias estavam corretas, das sete analisadas.

### Inexatidão astronômica

Constelações representadas na bandeira: 1) Canis Minor, 2) Canis Major, 3) Carina, 4) Virgo, 5) Hydra, 6) Crux, 7) Octans, 8) Triangulum Australe, 9) Scorpius.

Até hoje não há um consenso sobre a posição correta das estrelas na data e na hora pretendidas. Em 1889, os idealizadores da bandeira brasileira não julgavam imprescindível — nem mesmo conveniente — ostentar ali um espelho fiel da abóbada estrelada. Por exemplo, a menor das 88 constelações, o Cruzeiro do Sul, a que pretendiam dar o máximo destaque, não poderia figurar respeitando-se suas exatas proporções em relação à esfera celeste, pois resultaria ridiculamente pequena. O Escorpião, por sua vez, constelação das mais fáceis de reconhecer no céu, foi tão dramaticamente desfigurado na bandeira que se tornou quase impossível identificar os astros que o compõem.
Outro exemplo é a estrela Spica, na constelação da Virgem, o único astro desenhado acima do lema positivista, que se situa, na realidade, ao sul da eclíptica. A esse respeito escreveu Teixeira Mendes:

Na bandeira ella [Spica] está figurada acima da Ecliptica para quebrar a monotonia do hemispherio boreal. Procyon, que é a única estrella das escolhidas que está no hemispherio norte, não podia ser collocada acima da Ecliptica, porque a constellação está ao sul dessa linha.

(...)

A liberdade esthetica, pelo contrario, permittia collocar a Espiga acima da faixa […], por se tratar de uma constellação que tem parte acima e abaixo do plano da orbita terrestre, e de uma estrella que bastaria uma pequena variação na inclinação desse plano, para transportal-a ao norte delle. Mas ella foi representada junto da faixa.— Raimundo Teixeira Mendes, Apreciação Philosophica
Tais distorções vieram a somar-se a tantas outras que, sob o aspecto do posicionamento astronômico, são flagrantes na bandeira nacional do Brasil.

### Propostas alternativas

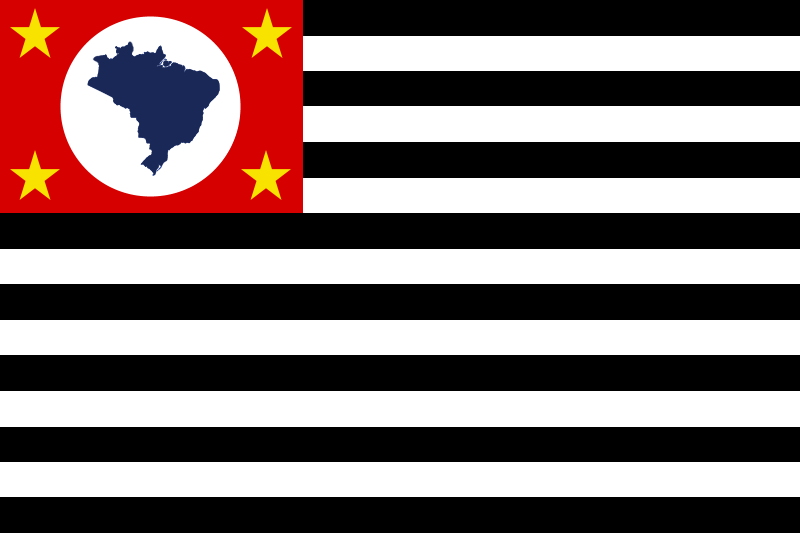
Projeto de Júlio Ribeiro, 1888. Posteriormente tornou-se a bandeira do estado de São Paulo.

Projeto de José Maria da Silva Paranhos Júnior, 1890.

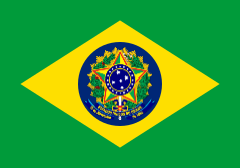
Projeto de Oliveira Valadão, 1892

Projeto de Eurico de Góis, 1933.

Um dos primeiros projetos de reforma da bandeira brasileira foi o proposto do almirante Rodrigo Pinto Guedes, futuro barão do Rio da Prata, cujo objetivo era alterar o pavilhão imperial por outro que seria formado por cinco listas alternadas, sendo três azuis e duas vermelhas. A primeira delas, em azul, teria seis estrelas brancas; a segunda a coroa imperial ao centro; a terceira, com sete estrelas brancas; a quarta traria o escudo do Império e a quinta apresentaria mais seis estrelas.
Nos últimos anos do Império do Brasil, vários propagandistas da República criaram projetos de bandeira nacional para serem adotados com o advento do novo regime. Para muitos deles, era preciso destruir todos os símbolos que pudessem lembrar o Império e as instituições monárquicas. Nesse contexto, o escritor e jornalista republicano Júlio Ribeiro, fundador e redator do jornal "O Rebate", publicou em sua primeira edição de 16 de julho de 1888, uma série de críticas ao estandarte Imperial. Nele, também expõe a sua própria proposta para bandeira republicana. Segundo ele, seu projeto: "... simboliza de modo perfeito a gênese do povo brasileiro, as três raças de que ela se compõe - branca, preta e vermelha. As quatro estrelas a rodear um globo, em que se vê o perfil geográfico do país, representam o Cruzeiro do Sul, a constelação indicadora da nossa latitude astral (...) Assim, pois, erga-se firme, palpite glorioso o Alvo-Negro Pendão do Cruzeiro!" A bandeira descrita por Júlio Ribeiro foi hasteada no palácio do governo de São Paulo em 15 de novembro de 1889, sendo utilizada nos primeiros dias do novo regime.
Outras propostas surgiram após a Proclamação da República do Brasil, como o projeto de José Maria da Silva Paranhos Júnior, o barão do Rio Branco, que lançou sua proposta para uma nova bandeira com faixas preta, branca e vermelha, que seriam adornadas por 21 estrelas brancas, uma esfera armilar sobreposta à tradicional cruz da Ordem de Cristo, tal como a do antigo escudo imperial e um sol nascente com ramos de café e de fumo atados com um laço.
Vários projetos foram fortemente inspirados pela bandeira imperial verde-amarela, apesar de um pavilhão preto–branco–vermelho também ter sido proposto. Essas cores representariam os principais grupos de população brasileira, sendo os índios nativos, os colonos imigrantes europeus brancos e os negros africanos.
Em 1º de setembro de 1892, o projeto nº 185, proposto pelo deputado Manuel Prisciliano de Oliveira Valadão foi submetido à Câmara dos Deputados com o objetivo de retirar as estrelas e a faixa branca da esfera da bandeira e colocando em seu lugar o brasão de armas da República na época, sob um fundo azul-marinho. O retângulo verde e do losango amarelo seriam mantidos, mas o projeto foi arquivado.
Em 19 de novembro de 1889, através do decreto nº 4 do Governo Provisório, o Brasil adota oficialmente uma nova bandeira, mas de autoria de Raimundo Teixeira Mendes, semelhante à conhecida atualmente. A bandeira idealizada por Júlio Ribeiro, por sua vez, passou a ser considerada a "bandeira paulista" nos anos seguintes, sem merecer, entretanto, nenhuma estima popular. Ela era utilizada para enfeitar fachadas ou como objeto decorativo, mas sem as honras de um culto cívico, pois até então, os paulistas dedicavam essa homenagem exclusivamente ao pavilhão nacional.
Em 1933, Eurico de Góes propôs colocar ao centro da bandeira a figura da cruz da Ordem de Cristo sob uma esfera azul, tendo em sua borda 21 estrelas brancas e ao centro seria representada a constelação do Cruzeiro do Sul. Outros projetos conhecidos aparecem no livro “Brazões e bandeiras do Brasil”, publicado em 1933 por Clóvis Ribeiro e o José Wasth Rodrigues, que propuseram uma série de modelos para uma nova bandeira brasileira.

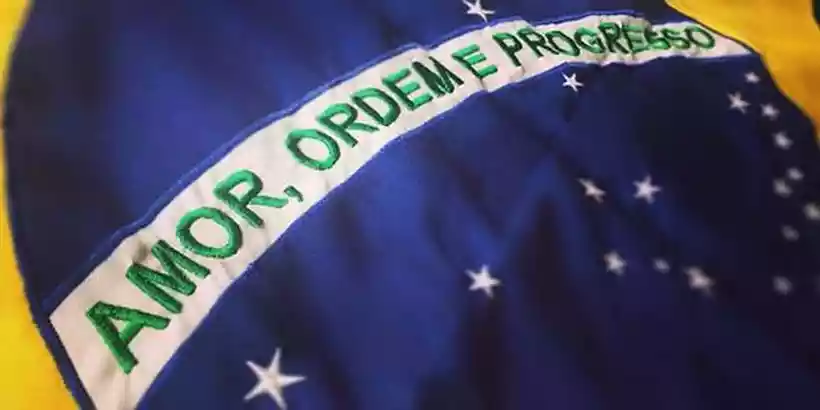
Modelo proposto por Hans Donner.

Em 2021, o movimento "Amor na Bandeira", encabeçado pelo designer Hans Donner, propôs a inclusão da expressão Amor, Ordem e Progresso na bandeira nacional, em alusão ao lema do positivismo, formulado pelo filósofo francês Augusto Comte: " O Amor por princípio e a Ordem por base; o Progresso por fim". Segundo a justificativa do movimento "o resgate do amor, na visão dos militantes da campanha, corrigiria um erro histórico e apontaria um novo rumo para o Brasil". O movimento tem como um dos principais colaboradores o político Eduardo Suplicy que já havia apoiado o Projeto de Lei nº 2179/2003, do deputado Chico Alencar (PSOL-RJ), que visava substituir a expressão Ordem e Progresso da bandeira brasileira pela expressão Amor, Ordem e Progresso.